# Куликова Регіна Олександрівна
Куликова Регіна Олександрівна (нар. 30 січня 1989) — колишня радянська тенісистка.
Найвищу одиночну позицію світового рейтингу — 65 місце досягла 3 травня 2010, парну — 226 місце — 16 травня 2011 року.
Здобула 13 одиночних та 2 парні титули туру ITF.
Найвищим досягненням на турнірах Великого шолома було 3 коло в одиночному розряді.
Завершила кар'єру 2014 року.

## Фінали ITF
| турніри $100,000 |
| турніри $75,000  |
| турніри $50,000  |
| турніри $25,000  |
| турніри $10,000  |

### Одиночний розряд: 18 (13–5)
| Результат | Ранг | Дата     | Турнір                         | Покриття  | Суперниця                | Рахунок       |
| --------- | ---- | -------- | ------------------------------ | --------- | ------------------------ | ------------- |
| Перемога  | 1.   | Сер 2005 | ITF Трекастаньї, Італія        | Тверде    | Джулія Меруцці           | 6–1, 4–6, 6–4 |
| Поразка   | 2.   | Жов 2005 | ITF Сеттімо-Сан-П'єтро, Італія | Ґрунт     | Анна Флоріс              | 4–6, 1–4 ret. |
| Перемога  | 3.   | Лип 2006 | ITF Імола, Італія              | Килим     | Анаїс Лорендон           | 6–4, 6–2      |
| Перемога  | 4.   | Сер 2006 | ITF Єзі, Італія                | Тверде    | Джулія Гатто-Монтіконе   | 6–3, 6–4      |
| Поразка   | 5.   | Сер 2006 | ITF Трекастаньї, Італія        | Тверде    | Анна Флоріс              | 7–6, 0–6, 2–6 |
| Перемога  | 6.   | Тра 2007 | ITF Інчхон, Корея              | Тверде    | Лі Є Ра                  | 6–3, 2–6, 6–3 |
| Перемога  | 7.   | Тра 2007 | ITF Чханвон, Корея             | Тверде    | Чжань Цзіньвей           | 6–3, 4–6, 6–2 |
| Поразка   | 8.   | Чер 2007 | ITF Чанша, КНР                 | Тверде    | Чжан Шуай                | 3–6, 4–6      |
| Поразка   | 9.   | Чер 2007 | ITF Ґуанчжоу, КНР              | Тверде    | Чжан Шуай                | 3–6, 1–6      |
| Перемога  | 10.  | Чер 2007 | ITF Ното, Японія               | Килим     | Чжан Шуай                | 7–5, 6–1      |
| Поразка   | 11.  | Лип 2007 | ITF Нагоя, Японія              | Тверде    | Чжан Шуай                | 3–6, 1–6      |
| Перемога  | 12.  | Лют 2008 | ITF Клірвотер, США             | Тверде    | Євгенія Савранська       | 6–4, 6–4      |
| Перемога  | 13.  | Вер 2008 | ITF Гранада, Іспанія           | Тверде    | Естрелья Кабеса-Канделья | 6–3, 6–4      |
| Перемога  | 14.  | Вер 2009 | ITF Лас-Вегас, США             | Тверде    | Аніко Капрош             | 6–2, 6–2      |
| Перемога  | 15.  | Жов 2009 | ITF Канзас-Сіті, США           | Тверде    | Валері Тетро             | 6–4, 6–1      |
| Перемога  | 16.  | Гру 2009 | ITF Дубай, ОАЕ                 | Тверде    | Сандра Заглавова         | 7–6(7–3), 6–3 |
| Перемога  | 17.  | Вер 2011 | ITF Альбукерке, США            | Тверде    | Анна Татішвілі           | 7–5, 6–3      |
| Перемога  | 18.  | Гру 2012 | ITF Санкт-Петербург, Росія     | Килим (i) | Анастасія Васильєва      | 6–0, 5–7, 6–4 |

### Парний розряд: 5 (2–3)
| Результат | Ранг | Дата     | Турнір                         | Покриття | Партнерка       | Суперниці                                    | Рахунок          |
| --------- | ---- | -------- | ------------------------------ | -------- | --------------- | -------------------------------------------- | ---------------- |
| Поразка   | 1.   | Сер 2005 | ITF Трекастаньї, Італія        | Тверде   | Марина Шамайко  | Ліенн Бейкер Франческа Любіані               | 2–6, 6–4, 3–6    |
| Перемога  | 2.   | Вер 2008 | ITF Чіампіно, Італія           | Ґрунт    | Клаудія Джовіне | Стефанія К'єппа Ліза Сабіно                  | 6–4, 4–6, [10–7] |
| Поразка   | 3.   | Вер 2008 | ITF Гранада, Іспанія           | Тверде   | Ірена Павлович  | Летісія Еостас-Морейра Майте Габаррус-Алонсо | w/o              |
| Перемога  | 4.   | Чер 2009 | ITF Галатіна, Італія           | Ґрунт    | Олена Бовіна    | Беатріс Гарсія-Відагані Марія Емілія Салерні | 6–2, 6–1         |
| Поразка   | 5.   | Чер 2011 | ITF Ноттінгем, Велика Британія | Трава    | Євгенія Родіна  | Ева Бірнерова Петра Цетковська               | 3–6, 2–6         |